# Gloria Conyers Hewitt
 Gloria Conyers Hewitt (* 26. Oktober 1935 in Sumter, South Carolina) ist eine amerikanische Mathematikerin und Hochschullehrerin. Ihre Forschungsschwerpunkte sind Gruppentheorie und abstrakte Algebra. Sie gehört zu den ersten afroamerikanischen Frauen, die in Mathematik promovierten, und war die erste Afroamerikanerin, die eine Mathematikabteilung an der University of Montana – Missoula in den USA leitete.

## Leben und Werk
Hewitt wurde als jüngstes von vier Kindern von Emmett C. Conyers und der Grundschullehrerin Crenella Clinkscales geboren. Nach ihrem Abschluss an der Mather Academy in Camden, South Carolina, begann sie 1952 ihr Studium in Mathematik an der Fisk University in Nashville. 1954 heiratete sie Ronald Hewitt, mit dem sie einen Sohn bekam. Da ihre Eltern ihren Sohn erzogen, konnte sie weiter studieren und erwarb 1956 den Bachelor-Abschluss in Mathematik. Ohne ihr Wissen empfahl sie der Mathematiker Lee Lorch zwei Graduiertenschulen und infolgedessen wurde ihr in ihrem letzten Studienjahr ein Stipendium an der University of Washington angeboten. 1960 erhielt sie dort ihren Master-Abschluss und promovierte 1962 bei Richard Scott Pierce mit der Dissertation: Direct and Inverse Limits of Abstract Algebras.
Bereits ein Jahr vor ihrer Promotion wechselte sie 1961 als Assistenzprofessorin an die Fakultät der University of Montana – Missoula, wo sie 1966 außerordentliche Professorin und 1973 ordentliche Professorin wurde. Von 1995 bis 1999 leitete sie den Fachbereich Mathematik und wurde im Juni 1999 emeritiert.

## Auszeichnungen und Anerkennungen
Hewitt war Mitglied des Board of Governors der Mathematical Association of America. 1999 erhielt sie von der Universität von Montana den Academic Administrator Award. Ihre Leistungen wurden auch von Mathematically Gifted & Black als Preisträgerin des Black History Month 2018 anerkannt. Die Universität von Montana richtete 2018 zu ihren Ehren das Gloria M. Hewitt-Graduiertenstipendium für Mathematik ein.

## Mitgliedschaften
- Pi Mu Epsilon
- American Mathematical Society (AMS)
- Mathematical Association of America (MAA)
- National Science Foundation

## Veröffentlichungen (Auswahl)
- mit Francis T. Hannick: Characterizations of generalized Noetherian rings. Acta Math. Hungar. 53, S. 61–73, 1989.
- A one model approach to group theory. Report, University of Montana, 1978.
- Emmy Noether’s notions of finiteness conditions—revisited. Report, University of Montana, 1979.
- Limits in certain classes of abstract algebras. Pacific Journal of Mathematics 22, S. 109–115, 1967.
- On ℵ-noetherian conditions. Notices of the American Mathematical Society. 26: A-55, 1979.
- The existence of free unions in classes of abstract algebras, Proceedings of the AMS 14, S. 417–422, 1963.
- The status of women in mathematics. Annals of the New York Academy of Science. 323, 1979.
- Women in mathematics. Monthly, MAA, November 1971.